# فرانسيسكو غابرييل
فرانسيسكو غابرييل هو لاعب كرة قدم سويسري في مركز الدفاع، ولد في 20 يناير 1977. لعب مع FC Solothurn ‏.